# 금강일보
금강일보(錦江日報)는 대한민국 대전광역시에 본사를 둔 충청권의 일간신문이다. 2010년 5월 3일 창간되었으며, 대전·세종·충남·충북 등 충청권 전역을 권역으로 한다.

## 역사
금강일보는 지방 언론의 부도덕한 경영 구조와 편향된 보도에서 벗어나, 건강한 지역 언론의 대안을 지향하며 창간되었다. 창간 당시 ‘도도하게 흐르는 금강처럼, 지역 언론의 새로운 흐름을 만들자’는 기치를 내세웠다. 비교적 짧은 역사에도 불구하고 지역 밀착형 보도와 비주얼 중심 편집을 통해 입지를 다져왔다는 평가를 받고 있다.
| 연도 | 날짜  | 내용                                                            |
| ---- | ----- | --------------------------------------------------------------- |
| 2010 | 03.23 | 법인 설립                                                       |
| 2010 | 05.03 | 금강일보 창간                                                   |
| 2010 | 05.03 | 제1대 이광희 대표이사 사장 취임                                 |
| 2010 | 05.03 | ABC협회 가입                                                    |
| 2010 | 05.03 | 금강일보 기자협회 발족                                          |
| 2010 | 06.10 | 금강일보 노동조합 발족                                          |
| 2010 | 08.19 | 생활정보지 금강라이프 발간                                      |
| 2011 | 05.09 | 금강일보 독자권익위원회 발족                                    |
| 2013 | 01.25 | 2013년도 지역신문발전기금 우선지원 대상자 선정                  |
| 2014 | 06.24 | 네이버 뉴스검색 제휴                                            |
| 2015 | 11.01 | 충북으로 취재영역 확대                                          |
| 2016 | 08.03 | 제2대 윤성국 대표이사 사장 취임                                 |
| 2017 | 01.18 | 제2기 금강일보 독자권익위원회(위원장 서중석) 출범               |
| 2017 | 07.08 | 제1회 금강일보문학상 시상식(대전중구문화원, 수상자 조남익 시인) |
| 2018 | 03.02 | 본사 사옥 대전 둔산동으로 이전, 둔산시대 개막                   |
| 2020 | 08.03 | 제3대 김장식 대표이사 사장 취임                                 |

## 편집 방향
- 지역 중심의 밀착 보도를 강조하며, 대전시 및 충청권 현안에 대한 심층 분석 기사와 기획보도를 주로 다룬다.
- 정치, 경제, 사회, 문화 등 전 분야에 걸쳐 기사를 제공하지만, 특히 지역사회와 연계된 사안에 중점을 둔다.
- 독립성과 공정성을 강조하며, 출입처 중심 보도나 일방적인 보도자료 전달에서 벗어나려는 노력을 기울이고 있다.

## 주요 사업
- 지역 캠페인 : 초록우산 어린이재단 등과 공동으로 아동·청소년 복지 관련 연중 캠페인 진행
- 학술 세미나·포럼 : 지역 현안을 다루는 정책 포럼 및 토론회 기획
- 금강일보TV : 유튜브 기반 영상 콘텐츠 제작을 통해 지역 이슈 접근성 강화

## 수상 및 평가
금강일보는 지역 언론인 모임인 목요언론인클럽에서 주관하는 ‘이달의 기자상’을 다수 수상한 바 있다.  
2023년에는 환경문제를 주제로 한 기획 시리즈 〈환경변화, 새들은 알고 있다〉로 김지현 기자가 수상했으며, 이외에도 복지, 교육, 지역개발 등 여러 분야에서 기획보도 성과를 인정받았다.  
짧은 역사에도 불구하고 참신한 구성과 현장 중심의 기사로 충청권에서 독립적이고 실험적인 지역 언론으로 평가된다.
| 연도 | 날짜       | 수상명                             | 기자                             |
| ---- | ---------- | ---------------------------------- | -------------------------------- |
| 2011 | 2011.06.09 | 이달의 기자상 (2011년 2분기)       | 서이석·최일·김재중·전우용·이성희 |
| 2012 | 2012.09.06 | 이달의 기자상 (2012년 3분기)       | 문승현·강선영                    |
| 2014 | 2014.12.22 | 올해의 언론대상                    | 곽진성                           |
| 2015 | 2015.12.17 | 올해의 언론대상                    | 차철호·이기준                    |
| 2016 | 2016.03.10 | 이달의 기자상 (2016년 1분기)       | 강선영                           |
| 2018 | 2018.12.12 | 올해의 언론대상 (사진 부문)        | 전우용                           |
| 2019 | 2019.07.11 | 이달의 기자상 (2019년 2분기)       | 이준섭                           |
| 2020 | 2020.12.27 | 목요언론인상 대상 (신문·통신 부문) | 박정환·정은한                    |
| 2021 | 2021.07.08 | 이달의 기자상 (2021년 2분기)       | 이건용                           |
| 2021 | 2021.12.23 | 목요언론인상 대상 (신문·통신 부문) | 이준섭                           |
| 2023 | 2023.04.13 | 이달의 기자상 (2023년 1분기)       | 김지현                           |
| 2024 | 2024.07.11 | 이달의 기자상 (2024년 2분기)       | 김동직·김지현                    |

## 관련 문서
- 대전광역시의 언론
- 대한민국의 신문 목록
- 지역언론